# Pyroxferroit
Pyroxferroit (Fe2+,Ca)SiO3 là một loại khoáng vật silicat mạch. Thành phần chính của nó gồm sắt, silic và oxy, còn các tỉ lệ nhỏ hơn gồm calci và nhiều kim loại khác. Cùng với armalcolit và tranquillityit, nó là một trong ba khoáng vật được tìm thấy khi khám phá Mặt Trăng. Sau đó, nó được tìm thấy trong các thiên thạch Mặt Trăng và Sao Hỏa cũng như trong vỏ của Trái Đất. Pyroxferroit có thể cũng được tạo ra bằng cách ủ clinopyroxen tổng hợp ở nhiệt độ và áp suất cao. Khoáng vật này ở trạng thái kích thích và phân hủy từ từ ở nhiệt độ phòng, nhưng quá trình này có thể kéo dài hàng tỉ năm.